# Østre Anlæg (Holbæk)
 For alternative betydninger, se Østre Anlæg. (Se også artikler, som begynder med Østre Anlæg)
Østre Anlæg er en folkepark i Holbæk og én af byens ældste parker. Parken er anlagt i slutningen af 1800-tallet og fik sin nuværende udformning i slutningen af 1900-tallet. 
Østre Anlæg anvendes som bypark såvel til koncerter som folkemøder, blandt andet i forbindelse med Arbejdernes internationale kampdag den 1. maj.